# Jesús Reina Palazón
Jesús Reina Palazón (La Puebla de Cazalla, Sevilla, España, 18 de enero de 1953) es comisario de arte independiente y coleccionista de arte. Ha organizado más de un centenar de exposiciones, ciclos de conferencias y otros actos culturales; publicado textos para distintos artistas; expuesto parte de su colección en el Centro de Iniciativas Culturales de la Universidad de Sevilla, y realizado donaciones al Centro Andaluz de Arte Contemporáneo y a la Universidad de Málaga. Está considerado por seleccionar obras de artistas de destacada importancia en el mundo del arte contemporáneo.

## Biografía
Jesús nació y pasó su primera infancia en La Puebla de Cazalla, muy en contacto con la ciudad de Sevilla, donde sus abuelos mantenían una casa familiar en la calle Doncellas. A los 14 años se trasladó definitivamente a estudiar a la ciudad, en la academia Ifar (centro privado situado en aquel entonces en el Palacio Miguel de Mañara), para pasar más tarde a estudiar el COU en el centro educativo La Preu. El verano de 1972 fue el primero que estudió en Inglaterra. Luego, en 1973 se matrículo en Eastborn, en 1974 en Cornwall, y en 1975 en St. Andrews University en Edimburgo. Durante sus estancias en el Reino Unido desarrolló un gusto por la cultura británica que lo llevó a virar sus intereses desde la química que estudiaba en su bachillerato de ciencias, a la que en principio se inclinaba su elección profesional, hacia la filología inglesa, disciplina en la que finalmente se licenció en la Universidad de Sevilla y de la que ejerció como profesor durante 34 años. A partir de 1976 comenzó a visitar Estados Unidos, la primera vez matriculado en la Penn University of Pennsylvania en Philadelphia, y en los años siguientes con estancias en Nueva York.
Su afición por el arte se vio reforzada por una parte por el ejemplo de sus hermanos, José Luis, filólogo reconocido con el Premio Nacional de Traducción y Antonio, historiador de arte y muy conectado con el ambiente artístico y académico sevillano, y por otra, por la figura del intelectual, periodista y crítico de arte de La Puebla de Cazalla, José María Moreno Galván.

## Trayectoria curatorial
Organizó su primera exposición en marzo de 1982, mientras realizaba el servicio militar en la base americana de Rota “Dedicada a la Marinería y Tropa de esta Base”. La siguiente exposición la realizó en su pueblo natal, La Puebla de Cazalla en 1983, con un programa que combinaba carteles y la música del violonchelista Nica. En el verano de ese mismo año, fue coordinador junto a Rogelio López Cuenca y Frank Mosca, de la Exposición itinerante por Andalucía de la Agustín Parejo School, importante colectivo artístico malagueño anónimo que realizó exposiciones y performances entre 1982 y 1997.  En 1986 comisionó en su pueblo “Grabadores Andaluces”, y continuó comisionando exposiciones hasta 2021 con la exposición “Voces”, celebrada en el Museo José María Moreno Galván de esta localidad.
EN 1992 dirigió un Seminario de Cultura Angloamericana denominado “The Meeting Point” para el British Council, organización para la que también comisarió una exposición sobre Virginia Woolf. Al IES Miguel de Mañara de San José de la Rinconada, acercó la obra de artistas de la talla de Rafael Agredano, Pilar Albarracín, Patricio Cabrera, Ferrán García Sevilla, Pedro G. Romero, Curro González, Luis Gordillo, Federico Guzmán, Rogelio López Cuenca o Guillermo Pérez Villalta, con la exposición "Works on paper" de 1997.
En los años 80 organizó varias exposiciones para la desaparecida galería Centro Español de Sevilla. Estuvo ligado después al Centro de Arte Unicef en los años 90, donde organizó un sinnúmero de exposiciones de distintas disciplinas artísticas: fotografía, escultura y pintura, fundamentalmente. Entre finales de los 90 y principios del 2000 comisarió también dos exposiciones para la Galería Cavecanem de la misma ciudad. En muchas de las colectivas organizadas en esos centros contó con artistas emergentes como Miki Leal o Juan del Junco, que luego pasaron a formar parte del colectivo The Richard Channin Foundation, auténtica experiencia sevillana en los 2000 del denominado arte relacional.
Fueron también estos años en los que fue curador de varias muestras en Sala de eStar, espacio artístico independiente, dirigido por jóvenes artistas como Ramón David Morales y María José Gallardo, que estuvo activo entre 2001 y 2007, y para quienes organizó, entre otras, dos exposiciones colectivas, bajo el título de "Todo Modo", que reunieron a los artistas más relevantes de la ciudad de Sevilla de todas las generaciones en esos años.
De 2005 a 2010 fueron los años de su colaboración más intensa con la Galería Suffix de Sevilla, para la que comisarió 10 exposiciones, pero simultáneamente trabajó con las galerías Tomás March de Valencia, Depósito 14 de Madrid, FullArt de Sevilla (germen de lo que después sería Alarcón Criado) y Fúcares de Almagro, con la exposición colectiva "Sevilla, Ozú qué caló!", así como en dos muestras colectivas para Emasesa Cultural, y en 2008 en el proyecto "Arte = Vida = Arte. 26 artistas con Vostell" para el Museo Vostell-Malpartida de Cáceres.
2009 fue también el año en que le fue encargada la organización de la actividad de videoarte "El sur de nuevo" para el Museo Nacional Centro de Arte Reina Sofía, dentro del proyecto de Berta Sichel que pretendía hacer una retrospectiva de la historia del videoarte desde 1963.
Su siguiente iniciativa fue el espacio independiente El Butrón, centro que estuvo activo entre 2011 y 2017, junto a Fran y Laura Silva, MP y MP Rosado y Patricia Bueno del Río. También en estos años desarrolló el proyecto Sevilla-Palermo / Palermo-Siviglia, junto al artista Luca Pantina, que itineró entre estas dos ciudades y en el que participaron artistas andaluces e italianos.
En los años entre el cierre de El Butrón y su última exposición en la galería Domo de Sevilla, desarrolló su labor de curaduría con muestras para el Ayuntamiento de Puente de Génave, el Centro de Arte de Alcobendas, la Fundación Luis Ortega Bru de San Roque, la Universidad de Sevilla, en su sala Espacio Laraña, y las galerías Espacio Olvera y Cobertura Photo también de Sevilla. En 2019 fue el comisarió del evento Recorridos 2019, jornadas de estudios abiertos de los artistas de Sevilla y provincia, cuyos promotores fueron la Unión de Artistas Visuales de Andalucía y la Fundación Cruzcampo. Y en marzo de 2020 en la JM Galería de Málaga, presentó una exposición de cerámica, The Pottery Room, en la que participaron artistas como Miki Leal, Curro González y Carlos Miranda. En 2021 volvió a La Puebla de Cazalla, al Museo de Arte Contemporáneo José María Moreno Galván, para el que comisarió la exhibición Voces, de nuevo con más de 25 destacados pintores.
Como coleccionista, por una parte, donó 35 obras al Centro Andaluz de Arte Contemporáneo, y libros y catálogos a la Universidad de Málaga; y por otra, se organizó la muestra Queridos, en el Centro de Iniciativas Culturales de la Universidad de Sevilla, que incluía obras de Joseph Beuys, Miguel Ángel Campano, Martin Parr, Dora García o José Guerrero entre otros.

## Exposiciones
Entre sus numerosas exposiciones comisionadas, cabe destacar las siguientes:
- La hora sin sombra (Galería Tomás March, Valencia, 2008). Artistas: Juan del Junco, Miki Leal, Javier Martín, J.M. Peréñiguez y Cristóbal Quintero.[15]
- Espacio-tiempo (Galería FullArt, Sevilla, 2008). Artistas: Marisa González, Gabriela Grech y José María Mellado.[16]
- Esto no es Vietnam (After Apocalypse Now) (Galería Suffix, Sevilla, 2008): Cabello / Carcello. Colaboración: Elba Benítez.[17]
- Actividad Videoarte El sur de nuevo (Museo Nacional Centro de Arte Reina Sofía, Madrid, 2009). Artistas: Nuria Carrasco, Juan Sebastián Bollaín, Ingrid Buchwald Eguía, Juan Carlos Robles, Santiago Cirugeda, Curro González, Daniel Cuberta Touzón, Jaime Gastalver López-Pazo, Libia Castro y, Eugenio Ampudia, Manolo Bautista, Kaoru Katayama, Bouchra Khalili, Jaime de la Jara, Anna Jonsson, Alonso Gil.[18]
- Me & My Friends (El Butrón, Sevilla, 2011). Exposición colectiva con más de 30 artistas, entre ellos: Matías Sánchez, Fernando Clemente, Rogelio López Cuenca, Manuel León y Mar García Ranedo.[19]
- El animal que llevamos dentro (El Butrón, Sevilla, 2012). Artistas: Françoise Vanneraud, Arantxa Boyero, María Platero y Lucía Morate.[20]
- Más allá del Paraíso (El Butrón, Sevilla, 2014): Federico Guzmán, Javier Andrada, María Ortega Estepa, Rodrigo Tavera. Co-comisaria: María José Cosano.[21]
- Tierra batida (El Butrón, Sevilla, 2015). Artistas: María José Gallardo, José García-Vallés, y Javier Parrilla entre otros. Co-comisaria: Patricia Bueno del Río.[22]
- Stories & Loves (El Butrón, Sevilla, 2017): Blanca Montalvo.[23]
- Candy Summer Dream (El Crisol, Sevilla, 2017): Alejandro Castillo. Colaboración: JM Galería.[24]
- Recorridos 2019 (Varios estudios, Sevilla, 2019). Artistas de la UAVA, Unión de Artistas Visuales de Andalucía.[12]
- Estudios (Centro de Arte Alcobendas, Madrid, 2019): Ángel Alén.[25]
- Voces (Museo José María Moreno Galván, La Puebla de Cazalla, 2021). Exposición colectiva con más de 25 artistas, entre ellos: Gloria Martín, Alexa Grande, Aurora Bosch, Pilar Albarracín y Gloria Rodríguez. Co-comisaria: Carmen Malpartida.[6]
- De Vuelta (Espacio Laraña, Universidad de Sevilla, 2022). Artistas: María Cañas, Juan del Junco, Miki Leal, Curro González y Manuel León entre otros.[26]
- Holocausto (Cobertura Photo, Sevilla, 2022). Artistas: José Luis Valverde, Javier Valverde, Gloria Rodríguez y Pepo Pérez, entre otros. Colaboración: Galería César Sastre.[27]

## Otros trabajos
- Disco Libro El Hombre Delgado (Galería Suffix, Sevilla, 2005). Artistas: Fidel Moreno, Nacho Luna, Chechu Álava y Quico Rivas, entre otros.  Colaboración: Galería Juana de Aizpuru
- Texto Out of time (Un tratado de Anacronía) (Ayuntamiento de El Viso del Alcor, Sevilla, 2006): Javier Martín.
- Conferencia Ciclo Diputación sobre Arte Contemporáneo (Casa de la Cultura, Almensilla, 2010).
- Conferencia en Transformaciones (Centro Andaluz de Arte Contemporáneo, Sevilla, 2011). Artista invitado: Dionisio González.[28]
- Festival Sáhara Libre (Ayuntamiento de Sevilla, 2012). Festival de distintos eventos culturales con numerosos artistas de todas las disciplinas.
- Agenda 2012 (Cúbica Multimedia, Sevilla, 2012). Artistas: Varios.
- Texto para Humo. Estrategias de representación del poder de Eugenio Ampudia. (Galería Rafael Ortiz, Sevilla, 2013).
- Entrevista a Federico Guzmán (Galería Marta Cervera, Madrid, 2014).
- Tauromaquia. Subasta Benéfica Proyecto Hombre (Hotel Colón, Sevilla, 2016). Artistas: Atín Aya, Ana Barriga, Manuel Salinas, Aitor Lara, Manuel León y otros.

## Publicaciones comisarias
- Reina, J. (2009). Arte =Vida=Arte. 26 Artistas con Vostell. Junta de Extremadura. ISBN: 978-84-9852-152-8
- Reina, J. (2010). Sevilla, ozú qué caló! Sevilla. ISBN: 978-84-614-4635-3
- Nuñez, M. y Reina, J. (2017). Viento Variable. San Roque (Cádiz) ISBN: 978-84-697-4924-I
- González, J.L., Martínez, M.J. y Reina, J. (2017) Alejandro Castillo. Candy Summer Dream. Los Interventores, Sevilla. ISBN: 978-84-945216-8-3
- Sánchez, V., Reina, J., Ydañez, S. (2022). Málaga, Ciudad del Paraíso. Diputación de Jaén. Puente de Génave (Jaén) D.L.: J272-2022